# Вадул-Лека
Вадул-Лека (рум. Vadul-Leca) — село у Теленештському районі Молдови. Входить до складу комуни, адміністративним центром якої є село Кезенешть.

## Населення
За даними перепису населення 2004 року у селі проживали 1295 осіб.
Національний склад населення села:
| Національність   | Кількість осіб | Відсоток   |
| ---------------- | -------------- | ---------- |
| молдавани румуни | 1235 52        | 95,4% 4,0% |
| росіяни          | 5              | 0,4%       |
| українці         | 3              | 0,2%       |
| Всього           | 1295           | 100%       |